# Simonisme
 (octobre 2010).
Si vous disposez d'ouvrages ou d'articles de référence ou si vous connaissez des sites web de qualité traitant du thème abordé ici, merci de compléter l'article en donnant les références utiles à sa vérifiabilité et en les liant à la section « Notes et références ».
Le simonisme est une hérésie, présentée comme  un courant gnostique et paléochrétien fondé par Simon le Mage ou « Simon le Magicien ».
Les simoniens croyaient que Simon était Dieu ayant pris forme humaine.

## Sources
La quasi-totalité des sources sur la vie et la pensée de Simon le Mage sont des travaux chrétiens :
- les Actes des Apôtres ;
- les travaux des Pères de l'Église (Irénée de Lyon, Justin le Martyr, Hippolyte de Rome) ;
- les pseudo-clémentines (apocryphe) ;
- les Actes de Pierre (apocryphe).

Ces différentes sources présentent des vues si différentes de Simon qu'il est douteux qu'elles se réfèrent toutes à la même personne. 

### Actes des Apôtres
La référence la plus ancienne sur le personnage se trouve dans le chapitre VIII des Actes des Apôtres. Elle décrit les pratiques magiques de Simon dans la ville de Sébaste, en Samarie. Converti au christianisme par l'apôtre  Philippe, il se fit un temps missionnaire, mais pécha ensuite en essayant d'acheter aux apôtres la puissance de l'Esprit saint (cf. simonie).
Beaucoup d'érudits se sont interrogés sur l'identité du Simon décrit ici : s'agit-il du Simon décrit dans des travaux postérieurs, ou d'une personne distincte ? Certains pensent que l'histoire de Simon le Mage n'est qu'une attaque ébionite dissimulée contre Paul de Tarse, Simon étant censé figurer Paul.

### Fragments de l’Apophasis megalê
De l'œuvre rédigée par Simon, ou l'un de ses disciples sous son nom, nous ne conservons que de modestes fragments, l'Apophasis Megalê, ou « grande déclaration ». Il est également censé avoir écrit plusieurs traités, parmi lesquels Les quatre quarts du monde et Des Sermons du réfuteur. Nous n'en avons rien conservé. 
Ce Simon est également le fondateur d'écoles de magie ou de sorcellerie en Asie, où il est proclamé dieu. Selon la légende, il possède le don de léviter et de voler à son gré. Il y donne des prédications métaphysiques issues de l'Antiquité et revues à la lumière de ses idées sur l'occultisme. 
Simon est également accusé d'être un démon ayant pris forme humaine — Simon le Magicien serait alors une figure équivalente à celle de Merlin au cours du Moyen Âge.

### Actes de Pierre
Les Actes de Pierre donnent un récit de la mort de Simon le Mage. Simon exécute un tour de magie pour l'empereur Claude sur le forum romain. Afin de se faire reconnaître comme dieu, il s'envole dans les airs. Les apôtres Pierre et Paul prient alors Dieu d'arrêter son vol ; il s'arrête en plein ciel et retombe à terre brutalement, ne tardant pas à mourir.

## Mythe de Simon et Hélène
Justin le Martyr relate ce mythe, central dans la religion simonienne, dans ses Apologies, et dans un ouvrage désormais perdu contre les hérésies, qu'Irénée a employé en tant que source principale pour son Contre les hérésies.
Selon ce mythe, Dieu au commencement du monde eut une première pensée, l’Ennoia, qui était femelle. Cette pensée était la création des anges. La Première pensée descendit ensuite dans les régions inférieures, et y créa les anges. Mais par jalousie, les anges se rebellèrent contre elle et créèrent le monde pour lui servir de prison. Ils l'emprisonnèrent dans un corps de femme. Elle se réincarna ensuite de nombreuses fois, pour être humiliée lors de chaque nouvelle incarnation.
L’une de celles-ci est Hélène de Troie. Elle se réincarna finalement en Hélène, esclave et prostituée dans la ville phénicienne de Tyr.
Dieu descend alors sur Terre sous la forme de Simon le mage, pour sauver son Ennoia, sa Première pensée. Après l'avoir rachetée de l'esclavage, il voyage avec elle, se proclamant Dieu et elle l'Ennoia. Il promettait qu'il dissoudrait ce monde que les anges avaient créé, mais que ceux qui auraient confiance en eux pourraient retourner avec eux dans les régions plus élevées des sphères célestes.

### Philosophoumena
Hippolyte (dans son Philosophoumena (en)) expose la doctrine simonienne de manière beaucoup plus détaillée. Elle comprend notamment des interprétations de l'Ancien Testament.
Certains historiens estiment qu'Hippolyte décrit une version postérieure et plus développée du simonisme. Selon eux, les doctrines originales de la secte étaient plus simples, plus proches de l'image qu'en donnent Justin le Martyr et Irénée — néanmoins, l'ouvrage d'Hippolyte comprend également une description de la doctrine primitive. Hippolyte cite également de longs passages de l'Apophasis Megale.

## Simonie
L'Église catholique a appelé l'échange de biens religieux contre des marchandises temporelles « simonie » d'après l'histoire de Simon le Mage rapportée dans les Actes des Apôtres, Simon ayant voulu acheter le moyen de faire des miracles à prix d'argent.